# Марко Арнаутович
Марко Арнаутович (на немски: Marko Arnautović), роден на 19 април 1989 г. във Виена, е австрийски футболист от сръбски произход.

## Кариера
Започва да играе футбол за местния Флоридсдорфер, преди да бъде открит от ФК Твенте, с които подписва договор. С юношите на Твенте, Арнаутович отбелязва 22 гола в 24 мача през сезон 2008-09, с което спомага за спечелването на младежкия шампионат.
Дебюта си за ФК „Твенте“, Арнаутович прави през април 2007 г., срещу отбора на ПСВ Айндховен. През юли 2008 г. въпреки интереса на холандските гиганти от Фейенорд, Арнаутович удължава договора си с ФК „Твенте“.
На 7 август 2009 г. официалната страница на ФК „Интер“, обявява официалното пристигане на Арнаутович в клуба под наем. Неофициалния си дебют за италианския гранд Арнаутович прави на 6 септември 2009 г. в приятелска среща с отбора на швейцарския Лугано.  На 14 ноември 2009 г.
отбелязва двата гола за победата на Интер с 2-1 над отбора на Вадуз.
На 4 юни 2010 Твенте продадава Арнаутович на Вердер Бремен.
На 2 септември 2013 г. Арнаутович се присъедява към клуба от Висшата лига на Англия „Стоук Сити“. Договорът му е за четири години срещу трансферна сума от 2 милиона £.
На 22 юли 2017 година футболистът се присъединява към отбора на ФК Уест Хем Юнайтед за рекордната сума от 20,5 млн. паунда. Става известен като австрийския Ибрахимович.
През лятото на 2023 г. ФК „Болоня“ отдава Арнаутович под наем на ФК „Интер“.

## Отличия
Интер
- Серия А (2): 2009/10, 2023/24[7]
- Копа Италия (1): 2009/10
- Суперкопа Италиана (1): 2023[8]
- Шампионска лига (1): 2009/10